# 單棘魨科
單棘魨科（學名：Monacanthidae）是輻鰭魚綱魨形目的一科。

## 分布
主要分布於全球溫暖的珊瑚礁區。深度約10至40公尺。

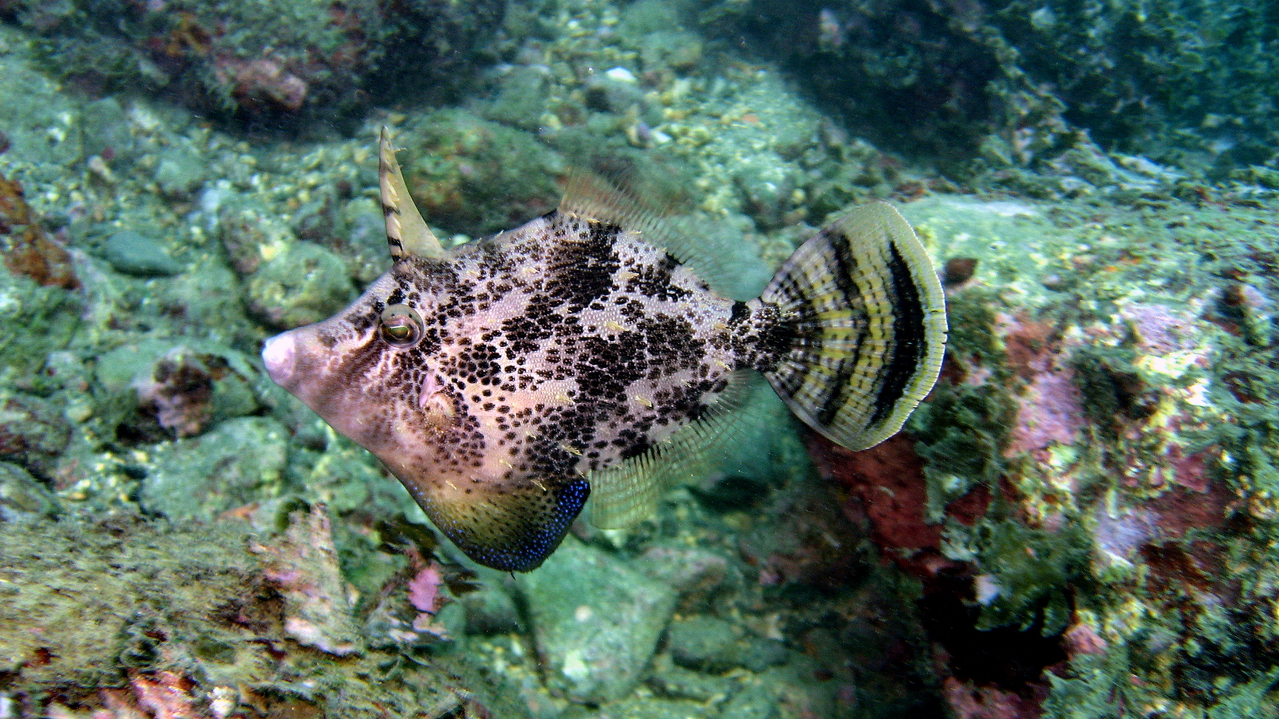
這尾中華單棘魨（Monacanthus chinensis），攝於台灣東北角海域。

## 特徵
單棘魨科魚類，體側扁，全身被覆小而粗糙的鱗片，背鰭硬棘2枚，第一硬棘長而強，第二硬棘極短。側線不明顯或無，上頷前頰骨每側具外側齒3個及內側齒2個，牙齒發達，適合咬食堅硬的硬殼。

## 分類
單棘魨科下分26個屬，如下：

### 刺尾革單棘魨屬（Acanthaluteres）
- 勃氏刺尾革單棘魨 Acanthaluteres brownii ：又稱勃氏刺尾革魨。
- 韁刺尾革單棘魨 Acanthaluteres spilomelanurus ：又稱韁刺尾革魨。
- 飾圈刺尾革單棘魨 Acanthaluteres vittiger ：又稱飾圈刺尾革魨。

### 鬃尾單棘魨屬（Acreichthys）
- 琉球鬃尾單棘魨 Acreichthys hajam ：又稱琉球鬃尾魨。
- 薄體鬃尾單棘魨 Acreichthys radiatus ：又稱薄體鬃尾魨。
- 白線鬃尾單棘魨 Acreichthys tomentosus ：又稱白線鬃尾魨。

### 革魨屬（革單棘魨屬，Aluterus）
- 紫點革魨 Aluterus heudelotii ：又稱紫點革單棘魨。
- 單角革魨 Aluterus monoceros ：又稱單角革單棘魨。
- 橙斑革魨 Aluterus schoepfii ：又稱橙斑革單棘魨。
- 擬態革魨 Aluterus scriptus ：又稱長尾革單棘魨。

### 美單棘魨屬（Amanses）
- 美單棘魨 Amanses scopas ：又稱美尾棘魨。

### 擬鬚魨屬（Anacanthus）
- 擬鬚魨 Anacanthus barbatus

### 短革單棘魨屬（Brachaluteres）
- 紅海短革單棘魨 Brachaluteres fahaqa
- 傑克遜短革單棘魨 Brachaluteres jacksonianus
- 泰勒氏短革單棘魨 Brachaluteres taylori
- 綠短革單棘魨 Brachaluteres ulvarum

### 刺鼻單棘魨屬（前孔魨屬，Cantherhines）
- 菲律賓刺鼻單棘魨 Cantherhines cerinus ：又稱菲律賓前孔魨。
- 杜氏刺鼻單棘魨 Cantherhines dumerilii ：又稱棘尾前孔魨。
- 縱帶刺鼻單棘魨 Cantherhines fronticinctus ：又稱縱帶前孔魨、斑刺鼻單棘魨、额斑前孔鲀。
- 長尾刺鼻單棘魨 Cantherhines longicaudus ：又稱長尾前孔魨。
- 白點刺鼻單棘魨 Cantherhines macrocerus ：又稱白點前孔魨。
- 多線刺鼻單棘魨 Cantherhines multilineatus ：又稱多線前孔魨。
- 喜貝刺鼻單棘魨 Cantherhines nukuhiva ：又稱喜貝前孔魨。
- 細斑刺鼻單棘魨 Cantherhines pardalis ：又稱細斑前孔魨。
- 暗色刺鼻單棘魨 Cantherhines pullus ：又稱暗色前孔魨。
- 拉氏刺鼻單棘魨 Cantherhines rapanui ：又稱拉氏前孔魨。
- 桑威奇刺鼻單棘魨 Cantherhines sandwichiensis ：又稱桑威奇前孔魨。
- 蒂氏刺鼻單棘魨 Cantherhines tiki ：又稱蒂氏前孔魨。
- 真刺鼻單棘魨 Cantherhines verecundus ：又稱真前孔魨。

### 刺單棘魨屬（刺單角魨屬，Cantheschenia）
- 大鱗刺單棘魨 Cantheschenia grandisquamis ：又稱大鱗刺單角魨。
- 長鰭刺單棘純 Cantheschenia longipinnis ：又稱長鰭刺單角純。

### 棘皮單棘魨屬（Chaetodermis）
- 棘皮單棘魨 Chaetodermis penicilligerus ：又稱單棘棘皮魨。

### 板齒革單棘魨屬（Colurodontis）
- 派氏板齒革單棘魨 Colurodontis paxmani

### 英格單棘魨屬（Enigmacanthus）
- 絲鰭英格單棘魨 Enigmacanthus filamentosus

### 鋸棘單棘魨屬（Eubalichthys）
- 黑頭鋸棘單棘魨 Eubalichthys bucephalus
- 黃斑鋸棘單棘魨 Eubalichthys caeruleoguttatus
- 青尾鋸棘單棘魨 Eubalichthys cyanoura
- 岡氏鋸棘單棘魨 Eubalichthys gunnii
- 高體鋸棘單棘魨 Eubalichthys mosaicus
- 四刺鋸棘單棘魨 Eubalichthys quadrispinus

### 拉爾單棘魨屬（Lalmohania）
- 絨皮拉爾單棘魨 Lalmohania velutina

### 似馬面單棘魨屬（Meuschenia）
- 澳洲似馬面單棘魨 Meuschenia australis
- 黃帶似馬面單棘魨 Meuschenia flavolineata
- 斑頭似馬面單棘魨 Meuschenia freycineti
- 藍紋似馬面單棘魨 Meuschenia galii
- 韁紋似馬面單棘魨 Meuschenia hippocrepis
- 粗皮似馬面單棘魨 Meuschenia scaber
- 銼鱗似馬面單棘魨 Meuschenia trachylepis
- 縱帶似馬面單棘魨 Meuschenia venusta

### 單棘魨屬（Monacanthus）
- 中華單棘魨 Monacanthus chinensis ：又稱中華單角魨。
- 垂腹單棘魨 Monacanthus ciliatus ：又稱垂腹單角魨。
- 塔氏單棘魨 Monacanthus tuckeri ：又稱塔氏單角魨。

### 澳洲單棘魨屬（Nelusetta）
- 艾氏澳洲單棘魨 Nelusetta ayraudi

### 尖吻單棘魨屬（Oxymonacanthus）
- 哈氏尖吻單棘魨 Oxymonacanthus halli ：又稱哈氏尖吻魨。
- 尖吻單棘魨 Oxymonacanthus longirostris ：又稱尖吻魨。

### 副革單棘魨屬（Paraluteres）
- 阿卡副革單棘魨 Paraluteres arqat ：又稱阿卡副革魨。
- 鋸尾副革單棘魨 Paraluteres prionurus ：又稱鋸尾副革魨。

### 副單棘魨屬（副單角魨屬，Paramonacanthus）
- 阿拉伯副單棘魨 Paramonacanthus arabicus ：又稱阿拉伯副單角魨。
- 膜頭副單棘魨 Paramonacanthus choirocephalus ：又稱膜頭副單角魨。
- 短吻副單棘魨 Paramonacanthus curtorhynchos ：又稱短吻副單角魨。
- 隱牙副單棘魨 Paramonacanthus cryptodon ：又稱隱牙副單角魨。
- 絲鰭副單棘魨 Paramonacanthus filicauda ：又稱絲鰭副單角魨。
- 韁副單棘魨 Paramonacanthus frenatus ：又稱韁副單角魨。
- 日本副單棘魨 Paramonacanthus japonicus  又稱日本副單角魨。
- 洛氏副單棘魨 Paramonacanthus lowei ：又稱洛氏副單角魨。
- 松浦副單棘魨 Paramonacanthus matsuurai ：又稱松浦副單棘魨。
- 線紋副單棘魨 Paramonacanthus nematophorus ：又稱線紋復單棘魨。
- 長吻副單棘魨 Paramonacanthus nipponensis
- 長方副單棘魨 Paramonacanthus oblongus ：又稱長方副單角魨。
- 奧蒂副單棘魨 Paramonacanthus otisensis ：又稱奧蒂副單角魨。
- 布希勒副單棘魨 Paramonacanthus pusillus ：又稱布希勒副單角魨。
- 絨鱗副單棘魨 Paramonacanthus sulcatus 又稱絨鱗副單角魨。
- 三叉牙副單角棘魨 Paramonacanthus tricuspis ：又稱三叉牙副單角魨。

### 前角單棘魨屬（前角魨属，Pervagor）
- 交亙前角單棘魨 Pervagor alternans ：又稱交亙前角單棘魨。
- 粗尾前角單棘魨 Pervagor aspricaudus ：又稱粗尾前角單棘魨。
- 紅尾前角單棘魨 Pervagor janthinosoma 又稱紅尾前角魨。
- 緣前角單棘魨 Pervagor marginalis ：又稱緣前角魨。
- 黑頭前角單棘魨 Pervagor melanocephalus ：又稱黑頭前角魨。
- 黑紋前角單棘魨 Pervagor nigrolineatus ：又稱黑紋前角魨。
- 倫氏前角單棘魨 Pervagor randalli ：又稱倫氏前角魨。
- 斑體前角單棘魨 Pervagor spilosoma ：又稱斑體前角魨。

### 假革單棘魨屬（Pseudalutarius）
- 前棘假革單棘魨 Pseudalutarius nasicornis

### 擬單角魨屬（Pseudomonacanthus）
- 長體擬單角魨 Pseudomonacanthus elongatus
- 斑擬單角魨 Pseudomonacanthus macrurus
- 庇隆氏擬單角魨 Pseudomonacanthus peroni

### 粗皮單棘魨屬（粗皮魨屬，Rudarius）
- 粗皮單棘魨 Rudarius ercodes ：又稱粗皮魨。
- 毛柄粗皮單棘魨 Rudarius excelsus ：又稱毛柄粗皮魨。
- 小粗皮單棘魨 Rudarius minutus ：又稱小粗皮魨。

### 瓣棘單棘魨屬（Scobinichthys）
- 澳大利亞瓣棘單棘魨 Scobinichthys granulatus

### 冠鱗單棘魨屬（細鱗魨屬，Stephanolepis）
- 金色冠鱗單棘魨 Stephanolepis auratus ：又稱金色細鱗魨。
- 絲背冠鱗單棘魨 Stephanolepis cirrhifer ：又稱絲背細鱗魨。
- 網紋冠鱗單棘魨 Stephanolepis diaspros ：又稱網紋細鱗魨。
- 墨西哥灣冠鱗單棘魨 Stephanolepis hispidus ：又稱墨西哥灣細鱗魨。
- 刺毛冠鱗單棘魨 Stephanolepis setifer ：又稱刺毛細鱗魨。

### 馬面魨屬（短角單棘魨屬，Thamnaconus）
- 黑肛馬面魨 Thamnaconus analis ：又稱黑肛短角單棘魨。
- 砂馬面魨 Thamnaconus arenaceus ：又稱砂短角單棘魨。
- 德氏馬面魨 Thamnaconus degeni ：又稱德氏短角單棘魨。
- 斑點馬面魨 Thamnaconus fajardoi ：又稱斑點短角單棘魨。
- 斐濟馬面魨 Thamnaconus fijiensis ：又稱斐濟短角單棘魨。
- 黃鰭馬面魨 Thamnaconus hypargyreus ：又稱圓腹短角單棘魨。
- 黑腹馬面魨 Thamnaconus melanoproctes ：又稱黑腹短角單棘魨。
- 擬綠鰭馬面魨 Thamnaconus modestoides 又稱擬短角單棘魨。
- 馬面魨 Thamnaconus modestus ：又稱短角單棘魨。
- 智利馬面魨 Thamnaconus multiradiatus ：又稱智利短角單棘魨。
- 綠鰭馬面魨 Thamnaconus septentrionalis ：又稱七帶短角單棘魨。
- 條紋馬面魨 Thamnaconus striatus
- 密斑馬面魨 Thamnaconus tessellatus ：又稱密斑短角單棘魨。

## 生態
單棘魨科魚類大多為日行性，多單獨或成對出現，屬肉食性，利用銳利的牙齒，可以輕易咬碎軟體動物的硬殼，游泳速度較慢，大多生活在中下層水域。

## 經濟利用
大多數種類不適合食用，但由於型態特殊、顏色多變，常做為觀賞魚，是水族館的常客，主要適用底拖網、定置網或手釣捕獲，部分種類體型大者，可去皮食用。